# Сент-Альпиньен
Сент-Альпинье́н (фр. Saint-Alpinien) — коммуна во Франции, находится в регионе Лимузен. Департамент коммуны — Крёз. Входит в состав кантона Обюссон. Округ коммуны — Обюссон.
Код INSEE коммуны — 23179.

## Население
Население коммуны на 2010 год составляло 300 человек.
| 1962 | 1968 | 1975 | 1982 | 1990 | 1999 | 2010 |
| ---- | ---- | ---- | ---- | ---- | ---- | ---- |
| 377  | 344  | 316  | 318  | 350  | 320  | 300  |

## Экономика
В 2010 году среди 175 человек трудоспособного возраста (15—64 лет) 116 были экономически активными, 59 — неактивными (показатель активности — 66,3 %, в 1999 году было 63,9 %). Из 116 активных жителей работали 106 человек (61 мужчина и 45 женщин), безработных было 10 (5 мужчин и 5 женщин). Среди 59 неактивных 14 человек были учениками или студентами, 28 — пенсионерами, 17 были неактивными по другим причинам.